# A Kacsamesék (2017) epizódjainak listája
Az alábbi szócikk a Kacsamesék című animációs sorozat epizódjait sorolja fel.

## Évados áttekintés
| Évad | Évad | Epizódok | Eredeti sugárzás    | Eredeti sugárzás     | Magyar sugárzás   | Magyar sugárzás      |
| Évad | Évad | Epizódok | Évadpremier         | Évadfinálé           | Évadpremier       | Évadfinálé           |
| ---- | ---- | -------- | ------------------- | -------------------- | ----------------- | -------------------- |
|      | 1    | 25       | 2017. augusztus 12. | 2018. augusztus 18.  | 2018. március 29. | 2018. szeptember 21. |
|      | 2    | 25       | 2018. október 20.   | 2019. szeptember 12. | 2020. október 25. | 2021. május 23.      |
|      | 3    | 25       | 2020. április 4.    | 2021. március 15.    | 2022. április 2.  | 2022. május 31.      |

## Epizódok

### 1. évad (2017–2018)
| Sor.   | Év.    | Hivatalos epizódcím                                                    | Magyar cím                                                          | Rendezte                           | Írta | Eredeti premier      | Magyar premier        |
| ------ | ------ | ---------------------------------------------------------------------- | ------------------------------------------------------------------- | ---------------------------------- | --- | -------------------- | --------------------- |
| 1-2.   | 1-2.   | Woo-oo!                                                                | Ju-hú!                                                              | Dana Terrace & John Aoshima        | Francisco Angones, Colleen Evanson, Noelle Stevenson, Madison Bateman, Nate Federman & Matt Youngberg                 | 2017. augusztus 12.  | 2018. március 29.     |
| 1-2.   | 1-2.   | Escape to/from Atlantis!                                               | Tűnés Atlantiszról/ra!                                              | Dana Terrace & John Aoshima        | Francisco Angones, Colleen Evanson, Noelle Stevenson, Madison Bateman, Nate Federman & Matt Youngberg                 | 2017. augusztus 12.  | 2018. március 29.     |
| 3.     | 3.     | Daytrip of Doom!                                                       | Játék életre-halálra                                                | Dana Terrace                       | Francisco Angones, Colleen Evanson, Bob Snow, Matt Youngberg, Madison Bateman, Christian Magalhaes & Rachel Vine      | 2017. szeptember 23. | 2018. április 9.      |
| 4.     | 4.     | The Great Dime Chase!                                                  | Itt a tízes, hol a tízes?                                           | John Aoshima                       | Francisco Angones, Colleen Evanson, Bob Snow, Madison Bateman, Christian Magalhaes & Matt Youngberg                   | 2017. szeptember 23. | 2018. április 10.     |
| 5.     | 5.     | The Beagle Birthday Massacre! / The Beagle Birthday Breakout! (2. cím) | A Beagle szülinapi mészárlás / Beagle szülinapi adok-kapok (2. cím) | Dana Terrace                       | Francisco Angones, Colleen Evanson, Bob Snow, Madison Bateman & Christian Magalhaes                                   | 2017. szeptember 30. | 2018. április 11.     |
| 6.     | 6.     | Terror of the Terra-firmians!                                          | A terrafosszíliák terrorja                                          | Matthew Humphreys & Tom Ownes      | Francisco Angones, Madison Bateman, Colleen Evanson, Christian Magalhaes & Bob Snow                                   | 2017. október 7.     | 2018. április 12.     |
| 7.     | 7.     | The House of the Lucky Gander!                                         | A legszerencsésebb kacsa otthona                                    | Matthew Humphreys & Tom Owens      | Francisco Angones, Madison Bateman, Colleen Evanson, Christian Magalhaes, Bob Show & Christian Magalhaes              | 2017. október 14.    | 2018. április 13.     |
| 8.     | 8.     | The Infernal Internship of Mark Beaks!                                 | Mark Beaks gyatra gyakornoksága                                     | John Aoshima                       | Francisco Angones, Coleen Evanson, Bob Snow, Madison Bateman & Christian Magalhaes                                    | 2017. október 21.    | 2018. április 16.     |
| 9.     | 9.     | The Living Mummies of Toth-Ra!                                         | Toth-Ra élő múmiái                                                  | Dana Terrace                       | Francisco Angones, Madison Bateman, Colleen Evanson, Christian Magalhaes & Bob Snow                                   | 2017. október 28.    | 2018. április 17.     |
| 10.    | 10.    | The Impossible Summit of Mt. Neverrest!                                | A Himalárma meghódíthatatlan csúcsa                                 | Tom Owens & Matt Youngberg         | Francisco Angones, Madison Bateman, Colleen Evanson, Christian Magalhaes, Bob Snow, Noelle Stevenson & Matt Youngberg | 2017. december 2.    | 2018. április 18.     |
| 11.    | 11.    | The Missing Links of Moorshire!                                        | Golf-hange                                                          | Matthew Humphreys                  | Francisco Angones, Madison Bateman, Colleen Evanson, Christian Magalhaes, Bob Snow, & Ben Joseph                      | 2018. március 21.    | 2018. augusztus 8.    |
| 12.    | 12.    | McMystery at McDuck Manor!                                             | Megarejtély a McCsip villában                                       | John Aoshima                       | Francisco Angones, Madison Bateman, Colleen Evanson, Christian Magalhaes, & Bob Snow                                  | 2018. március 28.    | 2018. augusztus 9.    |
| 13.    | 13.    | The Spear of Selene!                                                   | Szeléné szablyája                                                   | Dana Terrace                       | Francisco Angones, Madison Bateman, Colleen Evanson, Christian Magalhaes, & Bob Snow                                  | 2018. május 4.       | 2018. augusztus 6.    |
| 14.    | 14.    | Beware the B.U.D.D.Y. System!                                          | Óvakodj a B.A.R.Á.T.-tól!                                           | John Aoshima                       | Francisco Angones, Madison Bateman, Colleen Evanson, Christian Magalhaes, Bob Snow                                    | 2018. május 11.      | 2018. augusztus 7.    |
| 15.    | 15.    | Jaw$!                                                                  | Cápénz                                                              | Matthew Humphreys                  | Francisco Angones, Madison Bateman, Colleen Evanson, Christian Magalhaes & Bob Snow                                   | 2018. június 16.     | 2018. szeptember 10.  |
| 16.    | 16.    | The Golden Lagoon of White Agony Plains!                               | A Fehér Agónia fennsík arany lagúnája                               | John Aoshima                       | Francisco Angones, Madison Bateman, Colleen Evanson, Christian Magalhaes & Bob Snow                                   | 2018. június 23.     | 2018. augusztus 10.   |
| 17.    | 17.    | Day of the Only Child!                                                 | Az egykék napja                                                     | Dana Terrace & Tanner Johnson      | Francisco Angones, Madison Bateman, Colleen Evanson, Christian Magalhaes & Bob Snow                                   | 2018. június 30.     | 2018. szeptember 11.  |
| 18.    | 18.    | From the Confidential Casefiles of Agent 22!                           | A 22-es ügynök titkos aktáiból                                      | Tanner Johnson                     | Francisco Angones, Madison Bateman, Colleen Evanson, Christian Magalhaes & Bob Snow                                   | 2018. július 7.      | 2018. szeptember 12.  |
| 19.    | 19.    | Who is Gizmoduck?!                                                     | Kicsoda Kütyükacsa?                                                 | Tanner Johnson                     | Francisco Angones, Madison Bateman, Colleen Evanson, Christian Magalhaes, Bob Snow                                    | 2018. július 14.     | 2018. szeptember 19.  |
| 20.    | 20.    | The Other Bin of Scrooge McDuck!                                       | Dagobert bácsi másik páncélterme                                    | John Aoshima                       | Francisco Angones, Madison Bateman, Colleen Evanson, Christian Magalhaes, Bob Snow                                    | 2018. július 21.     | 2018. szeptember 13.  |
| 21.    | 21.    | Sky Pirates... in the Sky!                                             | Légi kalózok a légben                                               | Matthew Humphreys                  | Francisco Angones, Madison Bateman, Colleen Evanson, Christian Magalhaes, Bob Snow, & Ben Joseph                      | 2018. július 28.     | 2018. szeptember 14.< |
| 22.    | 22.    | The Secret(s) of Castle McDuck!                                        | A McCsip kastély titkai                                             | Matthew Humphreys                  | Francisco Angones, Madison Bateman, Colleen Evanson, Christian Magalhaes, Bob Snow, & Ben Joseph                      | 2018. augusztus 4.   | 2018. szeptember 17.  |
| 23.    | 23.    | The Last Crash of the Sunchaser!                                       | Az utolsó zuhanás                                                   | John Aoshima                       | Francisco Angones, Madison Bateman, Colleen Evanson, Christian Magalhaes, Bob Snow                                    | 2018. augusztus 11.  | 2018. szeptember 18.  |
| 24-25. | 24-25. | The Shadow War, Part 1: The Night of De Spell!                         | Árnyak harca, 1. rész: Mágika holdvilágot lát                       | Tanner Johnson & Matthew Humphreys | Madison Bateman, Colleen Evanson, Christian Magalhaes, Bob Snow                                                       | 2018. augusztus 18.  | 2018. szeptember 20.  |
| 24-25. | 24-25. | The Shadow War, Part 2: The Day of the Ducks!                          | Árnyak harca, 2. rész: A kacsák napja                               | Tanner Johnson & Matthew Humphreys | Madison Bateman, Colleen Evanson, Christian Magalhaes, Bob Snow                                                       | 2018. augusztus 18.  | 2018. szeptember 21.  |

### 2. évad (2018–2019)
| Sor.   | Év.    | Hivatalos epizódcím                    | Magyar cím                         | Rendezte                     | Írta                                                                                               | Eredeti premier      | Magyar premier     |
| ------ | ------ | -------------------------------------- | ---------------------------------- | ---------------------------- | -------------------------------------------------------------------------------------------------- | -------------------- | ------------------ |
| 26.    | 1.     | The Most Dangerous Game... Night!      | A legveszélyesebb játék... est!    | Tanner Johnson               | Francisco Angones, Madison Bateman, Colleen Evanson, Christian Magalhaes, Bob Snow                 | 2018. október 20.    | 2020. október 25.  |
| 27.    | 2.     | The Depths of Cousin Fethry!           | Kótyag kuzin mélységei             | Matthew Humphreys            | Francisco Angones, Madison Bateman, Colleen Evanson, Christian Magalhaes, Bob Snow, & Ben Joseph   | 2018. október 27.    | 2020. október 31.  |
| 28.    | 3.     | The Ballad of Duke Baloney!            | Hadova gróf balladája              | Jason Zurek                  | Francisco Angones, Madison Bateman, Colleen Evanson, Christian Magalhaes, Bob Snow, & Ben Joseph   | 2018. november 3.    | 2020. november 1.  |
| 29.    | 4.     | The Town Where Everyone Was Nice!      | A város, ahol mindenki túl bájos   | Tanner Johnson               | Francisco Angones, Madison Bateman, Colleen Evanson, Christian Magalhaes, Bob Snow                 | 2018. november 10.   | 2020. november 7.  |
| 30.    | 5.     | Storkules in Duckburg!                 | Herkulile és a hárpiák Hápburg-ben | Matthew Humphreys            | Francisco Angones, Madison Bateman, Colleen Evanson, Christian Magalhaes, Bob Snow                 | 2018. november 17.   | 2020. november 8.  |
| 31.    | 6.     | Last Christmas!                        | Karácsonyi ének                    | Jason Zurek                  | Francisco Angones, Madison Bateman, Colleen Evanson, Christian Magalhaes, Bob Snow                 | 2018. december 1.    | 2020. november 14. |
| 32.    | 7.     | What Ever Happened to Della Duck?!     | Mi történt Della Kacsával?         | Tanner Johnson               | Francisco Angones, Madison Bateman, Colleen Evanson, Christian Magalhaes, Bob Snow                 | 2019. március 9.     | 2020. november 15. |
| 33.    | 8.     | Treasure of the Found Lamp!            | A megtalált lámpás kincse          | Jason Zurek                  | Francisco Angones, Madison Bateman, Colleen Evanson, Christian Magalhaes, Bob Snow                 | 2019. május 7.       | 2020. november 22. |
| 34.    | 9.     | The Outlaw Scrooge McDuck!             | A törvényen kívüli Dagobert McCsip | Tanner Johnson               | Francisco Angones, Madison Bateman, Colleen Evanson, Christian Magalhaes, Bob Snow                 | 2019. május 8.       | 2020. november 28. |
| 35.    | 10.    | The 87 Cent Solution!                  | A 87 centes megoldás               | Matthew Humphreys            | Francisco Angones, Madison Bateman, Colleen Evanson, Christian Magalhaes, Bob Snow                 | 2019. május 9.       | 2021. április 4.   |
| 36.    | 11.    | The Golden Spear!                      | Aranyfegyver                       | Jason Zurek                  | Francisco Angones, Madison Bateman, Colleen Evanson, Christian Magalhaes, Bob Snow                 | 2019. május 10.      | 2021. április 10.  |
| 37.    | 12.    | Nothing Can Stop Della Duck!           | Semmi sem állítja meg Dellát!      | Tanner Johnson               | Francisco Angones, Madison Bateman, Colleen Evanson, Christian Magalhaes, Bob Snow                 | 2019. május 13.      | 2021. április 11.  |
| 38.    | 13.    | Raiders of the Doomsday Vault!         | A világvége bunker fosztogatói     | Matthew Humphreys            | Francisco Angones, Madison Bateman, Colleen Evanson, Christian Magalhaes, Bob Snow                 | 2019. május 14.      | 2021. április 17.  |
| 39.    | 14.    | Friendship Hates Magic!                | Ez egy gyönyörű barátság kezdete   | Matthew Humphreys            | Francisco Angones, Madison Bateman, Colleen Evanson, Christian Magalhaes, Bob Snow, & Rachel Weine | 2019. május 15.      | 2020. november 21. |
| 40.    | 15.    | The Dangerous Chemistry of Gandra Dee! | Szarka Dee, a veszélyes vegyérték  | Jason Zurek                  | Francisco Angones, Madison Bateman, Colleen Evanson, Christian Magalhaes, Bob Snow                 | 2019. május 16.      | 2021. április 18.  |
| 41.    | 16.    | The Duck Knight Returns!               | A sötét tollas visszatér           | Tanner Johnson               | Francisco Angones, Madison Bateman, Colleen Evanson, Christian Magalhaes, Bob Snow                 | 2019. május 17.      | 2021. április 24.  |
| 42.    | 17.    | What Ever Happened to Donald Duck?!    | Mi történt Donald Kacsával?        | Jason Zurek & Jason Reicher  | Francisco Angones, Madison Bateman, Colleen Evanson, Christian Magalhaes, Bob Snow                 | 2019. szeptember 3.  | 2021. május 1.     |
| 43.    | 18.    | Happy Birthday Doofus Drake!           | Boldog születésnapot Dinka Drake!  | Matthew Humphreys            | Francisco Angones, Madison Bateman, Colleen Evanson, Christian Magalhaes, Bob Snow                 | 2019. szeptember 4.  | 2021. április 25.  |
| 44.    | 19.    | A Nightmare on Killmotor Hill!         | Rémálom az Elme utcában            | Tanner Johnson               | Francisco Angones, Madison Bateman, Colleen Evanson, Christian Magalhaes, Bob Snow                 | 2019. szeptember 5.  | 2021. május 2.     |
| 45.    | 20.    | The Golden Armory of Cornelius Coot!   | Cornelius Ruca aranyfegyvertára    | Matthew Humphreys            | Francisco Angones, Madison Bateman, Colleen Evanson, Christian Magalhaes, Bob Snow                 | 2019. szeptember 6.  | 2021. május 8.     |
| 46.    | 21.    | Timephoon!                             | Tempfon                            | Jason Zurek                  | Francisco Angones, Madison Bateman, Colleen Evanson, Christian Magalhaes, Bob Snow                 | 2019. szeptember 9.  | 2021. május 9.     |
| 47.    | 22.    | GlomTales!                             | Glommesék                          | Tanner Johnson               | Francisco Angones, Madison Bateman, Colleen Evanson, Christian Magalhaes, Bob Snow                 | 2019. szeptember 10. | 2021. május 15.    |
| 48.    | 23.    | The Richest Duck in the World!         | A leggazdagabb kacsa a világon     | Matthew Humphreys            | Francisco Angones, Madison Bateman, Colleen Evanson, Christian Magalhaes, Bob Snow                 | 2019. szeptember 11. | 2021. május 16.    |
| 49-50. | 24-25. | Moonvasion!                            | Holdítók                           | Tanner Johnson & Jason Zurek | Francisco Angones, Madison Bateman, Colleen Evanson, Christian Magalhaes, Bob Snow                 | 2019. szeptember 12. | 2021. május 22.    |
| 49-50. | 24-25. | Moonvasion!                            | Holdítók                           | Tanner Johnson & Jason Zurek | Francisco Angones, Madison Bateman, Colleen Evanson, Christian Magalhaes, Bob Snow                 | 2019. szeptember 12. | 2021. május 23.    |

### 3. évad (2020–2021)
| Sor.   | Év.    | Hivatalos epizódcím                                             | Magyar cím                                                 | Rendezte                                                        | Írta | Eredeti premier      | Magyar premier    |
| ------ | ------ | --------------------------------------------------------------- | ---------------------------------------------------------- | --------------------------------------------------------------- | --- | -------------------- | ----------------- |
| 51.    | 1.     | Challenge of the Senior Junior Woodchucks!                      | A senior Ifjú Mormota kihívás                              | Matthew Humphreys                                               | Francisco Angones, Madison Bateman, Colleen Evanson, Christian Magalhaes, Bob Snow                              | 2020. április 4.     | 2022. április 10. |
| 52.    | 2.     | Quack Pack!                                                     | Kacsacsapat                                                | Tanner Johnson                                                  | Francisco Angones, Madison Bateman, Colleen Evanson, Christian Magalhaes, Bob Snow                              | 2020. április 4.     | 2022. április 9.  |
| 53.    | 3.     | Double-O-Duck in You Only Crash Twice!                          | Dupla kacsa kétszer karambolozik                           | Jason Zurek                                                     | Francisco Angones, Madison Bateman, Colleen Evanson, Christian Magalhaes & Bob Snow                             | 2020. április 11.    | 2022. április 16. |
| 54.    | 4.     | The Lost Harp of Mervana!                                       | Selvana elveszett hárfája                                  | Tanner Johnson                                                  | Francisco Angones, Madison Bateman, Colleen Evanson, Christian Magalhaes & Bob Snow                             | 2020. április 18.    | 2022. április 17. |
| 55.    | 5.     | Louie's Eleven!                                                 | Tiki nagy balhéja                                          | Matthew Humphreys                                               | Francisco Angones, Madison Bateman, Colleen Evanson, Christian Magalhaes, Ben Siemon & Bob Snow                 | 2020. április 25.    | 2022. április 23. |
| 56.    | 6.     | Astro B.O.Y.D.!                                                 | Astro B.O.Y.D.!                                            | Jason Zurek                                                     | Francisco Angones, Madison Bateman, Colleen Evanson, Christian Magalhaes, Ben Siemon & Bob Snow                 | 2020. május 2.       | 2022. április 24. |
| 57.    | 7.     | The Rumble for Ragnarok!                                        | Ragnaröki robajlás                                         | Tanner Johnson                                                  | Francisco Angones, Madison Bateman, Colleen Evanson, Christian Magalhaes, Ben Siemon & Bob Snow                 | 2020. május 9.       | 2022. április 30. |
| 58.    | 8.     | The Phantom and the Sorceress!                                  | A fantom és a boszorkány                                   | Stephanie Gonzaga & Matthew Humphreys                           | Francisco Angones, Madison Bateman, Colleen Evanson, Christian Magalhaes, Ben Siemon & Bob Snow                 | 2020. szeptember 21. | 2022. május 1.    |
| 59.    | 9.     | They Put a Moonlander on the Earth!                             | Holdlakót küldtek a Földre                                 | Jason Zurek & Sam King                                          | Francisco Angones, Madison Bateman, Colleen Evanson, Christian Magalhaes, Ben Siemon & Bob Snow                 | 2020. szeptember 28. | 2022. május 7.    |
| 60.    | 10.    | The Trickening!                                                 | Átverés a négyzeten                                        | Matthew Humphreys                                               | Francisco Angones, Madison Bateman, Colleen Evanson, Christian Magalhaes, Ben Siemon & Bob Snow                 | 2020. október 5.     | 2022. április 2.  |
| 61.    | 11.    | The Forbidden Fountain of the Foreverglades!                    | Az ifjúság gyanús forrása                                  | Tanner Johnson                                                  | Francisco Angones, Madison Bateman, Colleen Evanson, Christian Magalhaes, Ben Siemon & Bob Snow                 | 2020. október 12.    | 2022. május 8.    |
| 62-63. | 12-13. | Lets Get Dangerous, Part 1: The St. Canardian Guardian!         | Veszélyeskedjünk!, 1. rész: Szent Canard őrangyala         | Matthew Humphreys & Jason Zurek                                 | Francisco Angones, Madison Bateman, Colleen Evanson, Christian Magalhaes, Bob Snow                              | 2020. október 19.    | 2022. május 13.   |
| 62-63. | 12-13. | Lets Get Dangerous, Part 2: A Case of Mistaken Reality!         | Veszélyeskedjünk!, 2. rész: Téves valóság                  | Matthew Humphreys & Jason Zurek                                 | Francisco Angones, Madison Bateman, Colleen Evanson, Christian Magalhaes, Bob Snow                              | 2020. október 19.    | 2022. május 15.   |
| 64.    | 14.    | Escape from the Impossibin!                                     | Szökés a páncél terrorból                                  | Tanner Johnson                                                  | Francisco Angones, Madison Bateman, Colleen Evanson, Christian Magalhaes, Ben Siemon & Bob Snow                 | 2020. október 26.    | 2022. május 17.   |
| 65.    | 15.    | The Split Sword of Swanstantine!                                | Kócsagtinus darabos kardja                                 | Matthew Humphreys                                               | Francisco Angones, Madison Bateman, Colleen Evenson, Christian Magalhaes, Ben Siemon & Bob Snow                 | 2020. november 2.    | 2022. május 18.   |
| 66.    | 16.    | New Gods on the Block!                                          | Az istenek a fejükre estek                                 | Jason Zurek                                                     | Francisco Angones, Madison Bateman, Colleen Evenson, Christian Magalhaes, Ben Siemon & Bob Snow                 | 2020. november 9.    | 2022. május 19.   |
| 67.    | 17.    | The First Adventure!                                            | A legelső kaland                                           | Tanner Johnson & Vince Aparo                                    | Francisco Angones, Madison Bateman, Colleen Evenson, Christian Magalhaes, Megan Gonzales, Ben Siemon & Bob Snow | 2020. november 16.   | 2022. május 20.   |
| 68.    | 18.    | The Fight for Castle McDuck!                                    | Harc a McCsip kastélyért                                   | Matthew Humphreys                                               | Francisco Angones, Madison Bateman, Colleen Evenson, Christian Magalhaes, Ben Siemon & Bob Snow                 | 2020. november 23.   | 2022. május 23.   |
| 69.    | 19.    | How Santa Stole Christmas!                                      | Hogy lopta el a Mikulás a karácsonyt                       | Jason Zurek                                                     | Francisco Angones, Madison Bateman, Colleen Evenson, Christian Magalhaes & Bob Snow                             | 2020. november 30.   | 2022. április 3.  |
| 70.    | 20.    | Beaks in the Shell!                                             | Beaks a levesben                                           | Jason Zurek                                                     | Francisco Angones, Madison Bateman, Colleen Evenson, Christian Magalhaes & Bob Snow                             | 2021. február 22.    | 2022. május 24.   |
| 71.    | 21.    | The Lost Kargo of Kit Cloudkicker!                              | Kit kapitány elveszett szállítmánya                        | Tanner Johnson                                                  | Francisco Angones, Madison Bateman, Colleen Evenson, Christian Magalhaes, Tanner Johnson & Bob Snow             | 2021. március 1.     | 2022. május 25.   |
| 72.    | 22.    | The Life and Crimes of Scrooge McDuck!                          | Dagobert McCsip élete és bűntettei                         | Matthew Humphreys                                               | Francisco Angones, Madison Bateman, Colleen Evenson, Christian Magalhaes, Ben Siemon & Bob Snow                 | 2021. március 8.     | 2022. május 26.   |
| 73-75. | 23-25. | The Last Adventure, Part 1: A Tale of Thee Webbys!              | Az utolsó kaland, 1. rész: A három Webby meséje            | Matthew Humphreys, Tanner Johnson, Matt Youngberg & Jason Zurek | Francisco Angones, Madison Bateman, Colleen Evanson, Christian Magalhaes, Ben Siemon & Bob Snow                 | 2021. március 15.    | 2022. május 27.   |
| 73-75. | 23-25. | The Last Adventure, Part 2: The Lost Library of Isabella Finch! | Az utolsó kaland, 2. rész: Isabella Finch kopott könyvtára | Matthew Humphreys, Tanner Johnson, Matt Youngberg & Jason Zurek | Francisco Angones, Madison Bateman, Colleen Evanson, Christian Magalhaes, Ben Siemon & Bob Snow                 | 2021. március 15.    | 2022. május 30.   |
| 73-75. | 23-25. | The Last Adventure, Part 3: Tale's End!                         | Az utolsó kaland, 3. rész: Itt a vége, fuss el véle        | Matthew Humphreys, Tanner Johnson, Matt Youngberg & Jason Zurek | Francisco Angones, Madison Bateman, Colleen Evanson, Christian Magalhaes, Ben Siemon & Bob Snow                 | 2021. március 15.    | 2022. május 31.   |

## Rövidfilmek

### Évados áttekintés
| Évad | Évad | Cím               | Epizódok | Eredeti sugárzás | Eredeti sugárzás | Magyar sugárzás    | Magyar sugárzás  |
| Évad | Évad | Cím               | Epizódok | Évadpremier      | Évadfinálé       | Évadpremier        | Évadfinálé       |
| ---- | ---- | ----------------- | -------- | ---------------- | ---------------- | ------------------ | ---------------- |
|      | 1    | Rövidfilmek       | 6        | 2017. június 9.  | 2017. június 16. | 2018. március 29.  | 2018. április 3. |
|      | 2    | A végtelen csapda | 5        | 2018. május 27.  | 2018. június 24. | 2022. június 14.   | 2022. június 14. |
|      | 3    | Viki-vízió        | 4        | 2018. július 8.  | 2018. július 29. | 2020. december 28. | 2022. június 14. |

### Üdv Hápburgben!
| #  | Hivatalos epizódcím | Magyar cím    | Eredeti premier  | Magyar premier    |
| -- | ------------------- | ------------- | ---------------- | ----------------- |
| 1. | Donald's Birthday   | Donald        | 2017. június 9.  | 2018. március 29. |
| 2. | Scrooge             | Dagobert      | 2017. június 9.  | 2018. április 1.  |
| 3. | Huey                | Niki          | 2017. június 9.  | 2018 április 2.   |
| 4. | Launchpad           | Kvák kapitány | 2017. június 16. | 2018. április 3.  |
| 5. | Beakley             | Beakley       | 2017. június 16. | 2018. március 31. |
| 6. | Webby               | Webby         | 2017. június 16. | 2018. március 30. |

### A végtelen csapda
| #  | Hivatalos epizódcím | Magyar cím | Eredeti premier  | Magyar premier             |
| -- | ------------------- | ---------- | ---------------- | -------------------------- |
| 1. | Part 1              | 1. rész    | 2018. május 27.  | 2022. június 14. (Disney+) |
| 2. | Part 2              | 2. rész    | 2018. június 3.  | 2022. június 14. (Disney+) |
| 3. | Part 3              | 3. rész    | 2018. június 10. | 2022. június 14. (Disney+) |
| 4. | Part 4              | 4. rész    | 2018. június 17. | 2022. június 14. (Disney+) |
| 5. | Part 5              | 5. rész    | 2018. június 24. | 2022. június 14. (Disney+) |

### Viki-vízió
| #  | Hivatalos epizódcím | Magyar cím            | Eredeti premier  | Magyar premier             |
| -- | ------------------- | --------------------- | ---------------- | -------------------------- |
| 1. | The Sidekick        | A cimbora             | 2018. július 8.  | 2022. június 14. (Disney+) |
| 2. | The Interview       | Az interjú            | 2018. július 15. | 2022. június 14. (Disney+) |
| 3. | Will It Crash?!     | Sikerül összetörni??? | 2018. július 22. | 2022. június 14. (Disney+) |
| 4. | Bedtime             | Lefekvés              | 2018. július 29. | 2020. december 28.         |